# Алан Маєрс
Алан Маєрс (англ. Alan Myers; народ. 1955; Акрон, Огайо, США—24 червня, 2013, року Лос-Анджелес, США) — американський музикант, барабанщик, свою музичну кар'єру почав в американському new wave-гурті Devo, його кар'єра барабанщика тривала більше 30 років. Маєрс грав на ударній установці з особливою точністю, від простих, до складних барабанних партій. В гурті Devo носив прізвисько, Human Metronome, що з англійської означає, людський метроном.

## Життєпис
Алан Маєрс народився 1955, року в місті Акрон, штат Огайо, США. В 1973, році закінчив середню школу Firestone Hight School. У 1976, році Алан знайомиться з Бобом Матсабоу, майбутнім гітаристом, Devo у двох молодих починаючих музикантів були спільні інтереси, що до музики. Грати на ударних Маєрс, почав ще в підлітковому віці, в старших класах у школі. Маєрс рахувався одним із довгих постійних ударників Devo, але крім цього, грав і у інших колективах. Алан Маєрс помер 24 червня 2013, року, в Лос-Анджелесі, причиною смерті була злоякісна пухлина головного мозку.